# スプリングフィールドM1842
スプリングフィールドM1842（英:Springfield Model 1842）は、19世紀にアメリカ合衆国で使用された.69口径のマスケット銃である。本銃はスプリングフィールドM1816シリーズのマスケットであるが、通常はそのバリエーションではなく独立したモデルとされる。

## 概要
M1842はアメリカ最後の滑腔マスケットである。前モデルのM1840において後付で実施された改良が、M1842では最初から標準となっていた。M1840の多くは実戦使用前に雷管式に改造されていたが、M1842は当初からパーカッションロック式（雷管式）として製造されたマスケットである。雷管式はフリントロック式より信頼性が高く、悪天候に強かった。
他のM1816からの派生モデルと同じく、スペックはほぼ同じであった。
M1842では、その製造プロセスに非常な重点が置かれた。アメリカにおいては、部品の完全互換性（機械製造）を実現した最初の小火器であった。1844年から1855年にかけて、約275,000丁のM1842が、スプリングフィールド造兵廠及びハーパーズ・フェリー造兵廠で製造された。また、民間契約企業でも生産されたが、少数に留まった。マサチューセッツ州ミルバリーにあった、A.H. WatersとB. Flagg & Coでも製造されたが、鉄製ではなく真鍮製の部品を使用しているために区別することができる。ニューイングランドにおける契約企業の少なさから、A.H. Watersも製造を担った。Flaggもサウスカロライナ州のWilliam Glazeとパートナーを組んだ。両社は製造設備をサウスカロライナ州コロンビアのパルメット兵器廠に移した。M1842のロックプレートには鷲の頭とPの上にVと刻印されているが、パルメットで製造された銃のロックプレートにはパルメットの木とVの上にPと刻印されていた。パルメットで生産された銃は、ほとんどがサウスカロライナの州兵に支給された。契約企業で生産されたM1842は6,020丁であり、1853年以降は製造されていない。
前モデルのM1840と同様、M1842もライフルへの改造を予想して、銃身は必要より厚くされていた。予想の通りに多くのM1842にライフリングが施され、新たに発明されたミニエー弾が使用できるようになった。ミニエー弾は球形弾ではなく後部に円錐型の窪みがある椎の実弾であり、発射時の圧力で弾丸後部が拡張し、ライフルに噛むようになっていた。弾丸形状と、ライフルが与える回転による弾道の安定性のため、ミニエー弾の命中精度は球形弾より上であった。アメリカ陸軍が実施した試験によると、.69口径のマスケットはより小口径のライフル・マスケットに命中精度で劣った。また、同じ口径の球形弾に比較して、ミニエー弾はより重量があった。このような理由から、M1842は最後の.69口径マスケットとなった。陸軍はこれ以降.58口径のミニエー弾を標準とし、スプリングフィールドM1855、M1861、M1863で使用された。
南北戦争においては、オリジナルの滑腔内腔のM1842も、ライフルに改造したものも使用された。滑腔モデルは有効射程が50-75ヤード程度であったため、照準はついていなかった。ライフルに改造された際に、通常は同時に照準が追加された。

## 参考資料
- "Civil War Weapons and Equipment" by Russ A. Pritchard, Jr., Russ A. Pritchard Jr., Published by Globe Pequot, 2003
- http://www.nps.gov/spar/historyculture/sa-firearms-questions.htm Springfield Armory Weapons Research